# Distretto di Matamata-Piako
Il distretto di Matamata-Piako è un'autorità territoriale della Nuova Zelanda che si trova entro i confini della regione di Waikato, nell'Isola del Nord. La sede del Consiglio distrettuale è situata nella città di Te Aroha.
Il Distretto si trova pochi chilometri ad est della città di Hamilton; non ha sbocchi sul mare. il territorio è prevalentemente pianeggiante, racchiuso ad est da una piccola catena montuosa chiamata Kaimai Range.
La popolazione del Distretto si divide principalmente nelle città di Morrinsville (6 600 abitanti), Matamata (6.300 abitanti) e Te Aroha (3.800 abitanti). L'economia si basa principalmente sull'agricoltura.